# 富山市立船峅小学校
富山市立船峅小学校（とやましりつ ふなくらしょうがっこう）は富山県富山市にある公立小学校。

## 沿革
- 1927年4月1日 - 船倉新尋常小学校に高等科を設置し、船倉新尋常高等小学校と改称[2]。
- 1929年4月1日 - 二松尋常小学校と船倉新尋常高等小学校が統合し、船峅尋常高等小学校が発足[2]。同年中に木造校舎が建てられた[3]。
- 1956年 - プール竣工（1957年には給水設備が完工）[4]。
- 1957年 - 校舎南側に庭および泉水完成[5]。
- 1971年 - ランチルーム完成[6]。
- 1975年8月 - 体育館床板張替え[6]。
- 1977年7月 - グラウンドにナイター設備設置[6]。
- 1978年8月 - 校舎講堂側壁面塗装[6]。
- 1980年8月 - 校舎外側壁面塗装[6]。
- 1986年12月 - 体育館完成[6]。
- 1987年9月 - プール・グラウンド完成[6]。
- 1991年
  - 5月末 - 富山県建築百選にも選ばれた木造校舎が解体される[3]。
  - 11月 - 新校舎完成[7]。
- 1996年 - 体育館暗幕電動化およびグラウンドに砂防フェンス設置[8]。

## 通学区域
寺家、市場、直坂、横樋、大野、南野田、坂本1区～2区、セーナー苑、ニ松、万願寺、万開、松野、小黒

## 進学先
- 富山市立大沢野中学校

## 周辺
- 富山県道65号富山大沢野線